# ۱۷۴ (قمری)
۱۷۴ (قمری)، صد و هفتاد و چهارمین سال در گاهشماری هجری قمری است. اول محرم این سال برابر با بیست و چهارم مه سال ۷۹۰ میلادی است.